# Eraclide di Magnesia
Eraclide di Magnesia (in greco Ἡρακλείδης ; Magnesia al Meandro, I secolo a.C. – ...) è stato uno storico greco antico.
Originario di Magnesia al Meandro, Eraclide visse nel I secolo a.C., come evidente dal fatto che scrisse della vita di Mitridate VI del Ponto.
 
L'opera è completamente perduta e risulta nota solo da un cenno di Diogene Laerzio, sicché nulla se ne può dire, se non che si inserisce nel filone delle storie filo-mitridatee ed antiromane fiorite per impulso del sovrano pontico durante la sua guerra contro Lucullo e Pompeo.